# Koro (langue mandée)
Pour les articles homonymes, voir Koro.
Le koro, ou korokan, est une langue mandingue parlée en Côte d’Ivoire, à Tiéningboué dans le département de Mankono.